# Große Bree
Das Naturschutzgebiet Große Bree liegt auf dem Gebiet der kreisfreien Stadt Münster in Nordrhein-Westfalen. Das Gebiet erstreckt sich nordöstlich der Kernstadt Münster und westlich von Vadrup, einem Ortsteil von Telgte, entlang der nördlich und östlich fließenden Ems. Nordöstlich verläuft die Landesstraße L 588, westlich fließt die Werse.

## Bedeutung
Für Münster ist seit 1987 ein 62,99 ha großes Gebiet unter der Kenn-Nummer MS-005 als Naturschutzgebiet ausgewiesen. Das Gebiet wurde unter Schutz gestellt insbesondere zur Erhaltung und Entwicklung des charakteristischen Emstales, vor allem des naturnahen bis natürlichen Flussverlaufes mit seinen Altwässern und deren typischen Biotopeinheiten mit einer Vielzahl von seltenen und geschützten Arten sowie der Sandtrockenrasen auf der Niederterrasse. Das Gebiet wird durch die Steilufer und Altarme der Ems sowie durch die Heckenstruktur geprägt und soll in seiner Eigenart und Schönheit sowie als Lebensraum erhalten bleiben.